# Saints-Martyrs-Canadiens
Saints-Martyrs-Canadiens est une municipalité du Québec située dans de la municipalité régionale de comté d'Arthabaska et dans la région administrative du Centre-du-Québec.

## Toponymie
Elle est nommée en l'honneur des martyrs canadiens. 

## Histoire
« Érigée canoniquement en 1939, la paroisse des Saints-Martyrs-Canadiens sera érigée civilement en 1941 et deviendra municipalité de paroisse deux ans plus tard. Le territoire municipal est issu des municipalités des cantons de Garthby et de Ham-Nord, ainsi que des municipalités des paroisses de Saint-Jacques-le-Majeur-de-Wolfestown, de Saint-Fortunat et de Saint-Joseph-de-Ham-Sud ».

## Géographie
La route 161 traverse la municipalité.
À partir du lac Nicolet, lieu de villégiature au sud-ouest de la municipalité, la rivière Nicolet coule vers le nord-ouest.
Le lac au Canard, dans le sud, est la source de la rivière au Canard.
À partir de son crénon, dans le centre, rivière Coulombe coule vers l'est.
La rivière Coulombe Nord traverse l'est en coulant vers le sud-est.
À partir du lac Sunday, dans le nord-est, la rivière au Pin coule vers le nord-est.

## Démographie
| 1996 | 2001 | 2006 | 2011 | 2016 | 2021 |
| ---- | ---- | ---- | ---- | ---- | ---- |
| 206  | 210  | 253  | 227  | 254  | 277  |

## Administration
Les élections municipales se font en bloc et suivant un découpage de six districts.
| Saints-Martyrs-Canadiens Maires depuis 2003                                                                          |                 |         |          |
| Élection | Maire           | Qualité | Résultat |
| 2003 | André Henri     |         | Voir     |
| 2005 | André Henri     |         | Voir     |
| 2009 | André Henri     | Voir    |          |
| 2013 | André Henri     | Voir    |          |
| 2017 | André Henri     | Voir    |          |
| 2021 | Gilles Gosselin |         | Voir     |
| Élection partielle en italique Depuis 2005, les élections sont simultanées dans toutes les municipalités québécoises |                 |         |          |